# Johannes Wannenmacher
Johannes Wannenmacher (Vannius) (* ca. 1485 in Neuenburg am Rhein; † ca. 1551 in  Interlaken) war ein Schweizer Komponist der Renaissance.
Er wirkte zunächst als Kantor in Bern, später in Freiburg im Üechtland. Er sympathisierte mit der Reformation (u. a. stand er in Briefkontakt mit Ulrich Zwingli in Zürich), was seine Verhaftung und das «peinliche Verhör» 1530 mit Kollegen dort nach sich zog. Durch Fürsprache der reformatorisch gesinnten Stadt Bern wurde er aus der Haft entlassen und des Landes verwiesen. Die letzten beiden Jahrzehnte verbrachte Wannenmacher in Interlaken als Landschreiber. Von Wannenmacher sind 27 Kompositionen bekannt, darunter Motetten, Psalmen, Hymnen, geistliche und weltliche Lieder. Verwandt war der Komponist vermutlich mit dem Priester Melchior Kaspar Wannenmacher (ca. 1490–1517), der in Neuenburg am Rhein zusammen mit einem Hans Hoffmann als «geistlich und weltlicher pfleger des buwes unser lieben frowen münster» tätig war.

## Herkunft und Leben
Johannes Wannenmacher wurde um 1485 in der Zähringerstadt Neuenburg am Rhein geboren. Der Vater war  vermutlich Caspar Wannenmacher, der nachweislich in den Jahren 1475 und 1480/81 in Basel studiert hatte. Es gab auch einen Bruder mit gleichem Vornamen – ein Melchior Kaspar Wannenmacher aus Neuenburg – von Beruf Priester und Schaffner für das Neuenburger Münster (ca. 1490–1517). Dieser (unwahrscheinlich, da wohl 1517 verstorben) oder aber ein anderer Verwandter des Komponisten tauchte urkundlich nach dem Tod Wannenmachers in einem Erbschaftsstreit des Jahres 1553 gegen die Witwe des Komponisten auf.
Nach Geering kam Wannenmacher «wie ein Schiffbrüchiger» im Jahre 1510 in Bern an. Unklar ist, wo er seine musikalische Ausbildung zuvor erhalten hatte. Vielleicht hatte er wie sein Vater zuvor in Basel seine Lehr- und Studienjahre verbracht (vielleicht ähnlich wie Franz Kolb, der bekannte zwinglische Reformator aus Inzlingen bei Lörrach, der 1492 an die Universität Basel hing und Magister wurde …). Offenbar musste er sich anfangs finanziell unterstützen lassen. Am 13. Februar  desselben Jahres wurde Wannenmacher in Bern dann als Kantor angenommen. Dort gab es aber anfänglich disziplinarische Massnahmen gegen ihn, da er wegen seiner Vorliebe für „einen guten Tropfen“ Verpflichtungen als Chorleiter offenbar nicht ordentlich wahrgenommen hatte. Später besserte sich sein Ruf dann aber wegen seines grossen Fleisses. Er erwarb sich Verdienste um den Ausbau des Chores und man erliess ihm sogar Schulden.
Die Kantorenzeit in Bern ging 1513 zu Ende: Am 6. April 1513 suchte Johannes Wannenmacher wohl seinen Bruder in Neuenburg zu einem 14-tägigen Urlaub auf, um danach die Stelle des Succentors in Bern anzutreten. Wohl am 17. September 1513 verliess Wannenmacher dann Bern gänzlich und siedelte in das schweizerische Freiburg über, wo er vom Rat als Kantor an die St. Nikolaikirche berufen wurde. Quasi bestochen vom Kardinal-Bischof Matthäus Schiner, unternahm Wannenmacher gleich einen Abstecher zum bischöflichen Hof nach Sitten, vermutlich auf Grund seiner recht geringen Einkünfte als Kantor. Der Rat der Stadt Freiburg musste sich sogar um die Freigabe ihres Kantors bei Schiner bemühen. Unter Wannenmachers Leitung prosperierte in den folgenden Jahren dann aber die dortige Sängerschule. Schliesslich wurde Wannenmacher hier erster Stiftskantor und stand damit auf der hohen Stufe anderer kirchlicher Würdenträger.
Vermutlich hat Wannenmacher in Freiburg eine sehr glückliche Zeit seines Lebens verbracht, bevor sich sein Schicksal später zum Ungünstigen wendete: Freiburg stand in dieser Zeit ganz im Zeichen des Humanismus und der Reformation. Diese fand ihren Ursprung wohl im Eintritt des zweisprachigen Freiburger Staatswesens in die Schweizer Eidgenossenschaft. Insbesondere der Schultheiss von Freiburg, Peter Falck, verhalf der Stadt zu einer kulturellen Blüte, die u. a. durch die Wahl von Wannenmacher und kurz darauf des berühmten Organisten Hans Kotter geprägt war. Falk und Wannenmacher mögen denn vermutlich auch gute Freunde gewesen sein. Über Falk machte Johannes Wannenmacher wohl die Bekanntschaft des berühmten Schweizer Reformators Ulrich Zwingli. Falk wollte Zwingli nach Freiburg holen, um der Stadt weitere neue Impulse im Zuge der reformatorischen Bestrebungen zu geben. Mit dem Tod Falks 1519 nahm das Schicksal für den gelehrten Kreis der Freiburger Humanisten bald eine ungünstige Wende: So verliess der berühmte Arzt Agrippa bald Freiburg wieder, in das er erst 1523 als Stadtarzt gezogen war. Wannenmacher gehörte zu den intimen Freunden Agrippas – mit dem Wegzug des Gelehrten wurde die Position der Freiburger Freigeister erneut geschwächt, die von einer ganz anders gesinnten Stadtbevölkerung umgeben waren.
Folgerichtig verstärkte der Rat der Stadt seine anti-reformatorischen Bestrebungen. Unter dem äusseren Druck verstärkten sich auch die freundschaftlichen Bande der beiden grossen Musiker Wannenmacher und Kotter.
Erhalten ist aus dieser stürmischen Zeit des reformatorischen Umbruchs ein Brief Wannenmachers an Zwingli (29. August 1526):
Gracia et pax domini nostri Iesu Christi sit semper tecum, dilectissime frater. Min hertzallerliepster bruoder! Wissin min schlechte gesuntheit von den gnaden gottes; ich muoß ietz für guot nemen, ich hett’s etwan nit angsehen. Ich wolt ouch von hertzen gern vil guots von üch hören und vernemen.
Ich hab worlich lang von keinem bruoder nie grösser freud entpfangen,
denn do mir Ruodolff den brieff von üch bracht. Ich danck üch zum
höchsten üwerß früntlichen schribens; wolte got, dz ich solichs umb üch
könde beschulden etc. Eß ist ein priester by uns, heißt dominus Arnoldus;
ich mein, ir soltend in wol kennen. Der wil unß all reformieren
und regieren; er ist min gröster figend von wegen dz ich guots von den
von Zürich und von üch red; er wolt mich für gmein Eidgnossen
citiert haben etc.; er persequirt die frummen brüder all etc. Wir wolten
gern wissen, wie er sich zuo Zürich gehalten hab, dz er nit darff wider
dar kummen. Er klagt vast vil und l?fft den herren noch und practiciert;
man würt sin worlich bald müd; wann die herren hand's nit gern etc.
Hec aput te maneant propter fratres, quos odit et persequitur etc.
Min lieber meister Uolrich, lassen mich wissen, wie eß stand, ob dz wort
gotts sich by den Tütschen mere oder mindre. Wir hoffen, der be?r
werde bald ein rechter euangelist; gott geb sin gnad darzuo. Domit ich
üch mit miner ungeschickten red oder schrifft nit bemüge, so bevilhe ich
üch dem herren; der welle alle zyt mit sinen gnaden üch bywonen. Min
bruoder Hanß Kotter, organist, laßt üch früntlich salutieren.
Datum Friburgi 29. Augusti.
Gruessen mir üweri hußfrowen und alls üwer gsind.
Ioannes Vannius, cantor,
din bruoder.
Ende des Jahres 1530 wurde von katholischen Scharfmachern den Freiburger Anhängern der Reformation dann aber der Prozess gemacht: Wannenmacher, Hans Kotter und andere Freunde wurden trotz ihrer Bekanntheit und ihrer Verdienste für die Stadt Freiburg gefangen genommen und gefoltert („peinliches Verhör“). Wannenmacher wurde zudem angeklagt, er versehe seinen Altar nicht mehr selbst und stelle andere dazu an. Er verteidigte sich und gab als Grund für seine Versäumnisse Kränklichkeit an. Überliefert sind folgende Äusserungen von ihm aus dem peinlichen Verhör:
Ach wes wellendt Ir mich doch zychen. Ich hab doch mitt wüssen Nyemandts In uwer myner Herren statt keyn Leydt gethan, wellendt ouch nitt ansechen myn ungeschickt, sonder das ich doch nitt alleyn bin, der dye seltzame Endrung dyser zytt begriffen hatt…
Wannenmacher hatte schliesslich Glück im Unglück – Fürsprecher aus dem reformatorisch gesinnten Bern bewirkten seine Haftentlassung und nach Auszahlung der bisherigen Verdienste und Begleichung von Schulden wurden Wannenmacher, Kotter und ein Dekan namens  Johannes Hollard für immer des Landes verwiesen.
Die letzten Jahrzehnte seines Lebens verbrachte Wannenmacher nun in Interlaken als Landschreiber. Interlaken gehörte zum Staat Bern, tolerierte also die Reformation. Dem Henker entkommen, war sein Leben in Interlaken jedoch von nun an recht ärmlich, von Krankheiten geprägt und entsprach – bezogen auf die Tätigkeit eines Landschreibers (dazu gehörte z. B., Amtsrechnungen zu setzen) – ganz gewiss nicht den aussergewöhnlichen musischen Neigungen und Fähigkeiten Wannenmachers. Die Interlakener versuchten, ihn und seine erste Frau Barbara Friess jedoch durch einen kleinen Landwirtschaftsbetrieb und Schenkungen von Wein bei Laune zu halten.
Trotz dieser schwierigen Umstände stammen auch einige Kompositionen Wannenmachers aus der schwierigen Interlakener Zeit, z. B. die Bicinien und die Liedmotette „An Wasserflüssen Babylon“.
Wannenmacher heiratete nach dem Tod der ersten Frau 1546 (gestorben an der Pest im Gasthaus zur Krone in Bern) ein zweites Mal (zweite Frau Madlen Ybach), der er nach seinem Tod einen silbernen Becher hinterliess – Gegenstand des erwähnten Erbschaftsstreits mit den Neuenburger Verwandten.
Das Verhältnis der Eheleute in erster Ehe muss nicht gerade das Beste gewesen sein, denn Barbara Friess verfügte testamentarisch, dass der gemeinsame Sohn Israel Wannenmacher Kleidung und Schmuckstücke erben solle, im Falle dessen Tods aber der Erlös nur den Armen zu geben sei, während ihr Mann dagegen leer ausgehen solle! Wannenmacher verstarb wohl um die Jahre 1550/51. Genauere Daten fehlen, wie auch die Amtsrechnungen der Jahre 1549/50, für die er als Landschreiber zuständig gewesen wäre.

## Werke
Von Wannenmachers Œuvre sind 27 Kompositionen bekannt, darunter Motetten, Bicinien und die erwähnte Liedmotette. Inhaltlich sind bei Wannenmacher alle weltlichen und geistlichen Gattungen vertreten: Messensätze, Hymnen, Psalmen, geistliche und weltliche Lieder und Motetten. 1553 gab der Buchdrucker Matthias Apiarius in Bern auf Veranlassung des Lehrmeisters Johannes Kiener aus Wannenmachers Nachlass zweistimmige geistliche und weltliche Lieder heraus unter dem Titel „Bicinia, sive Duo germanica ad aequales“. Gedacht war die Musik für die Stadtpfeiferei.